# Корзухин, Алексей Иванович
Алексе́й Ива́нович Корзу́хин (11 [23] марта 1835, Пермская губерния — 18 [30] октября 1894, Санкт-Петербург) — русский жанровый живописец, участник «бунта четырнадцати», один из учредителей Санкт-Петербургской Артели художников и Товарищества передвижных художественных выставок. Академик (с 1868), действительный член (с 1893; по новому уставу) Императорской Академии художеств.

## Биография

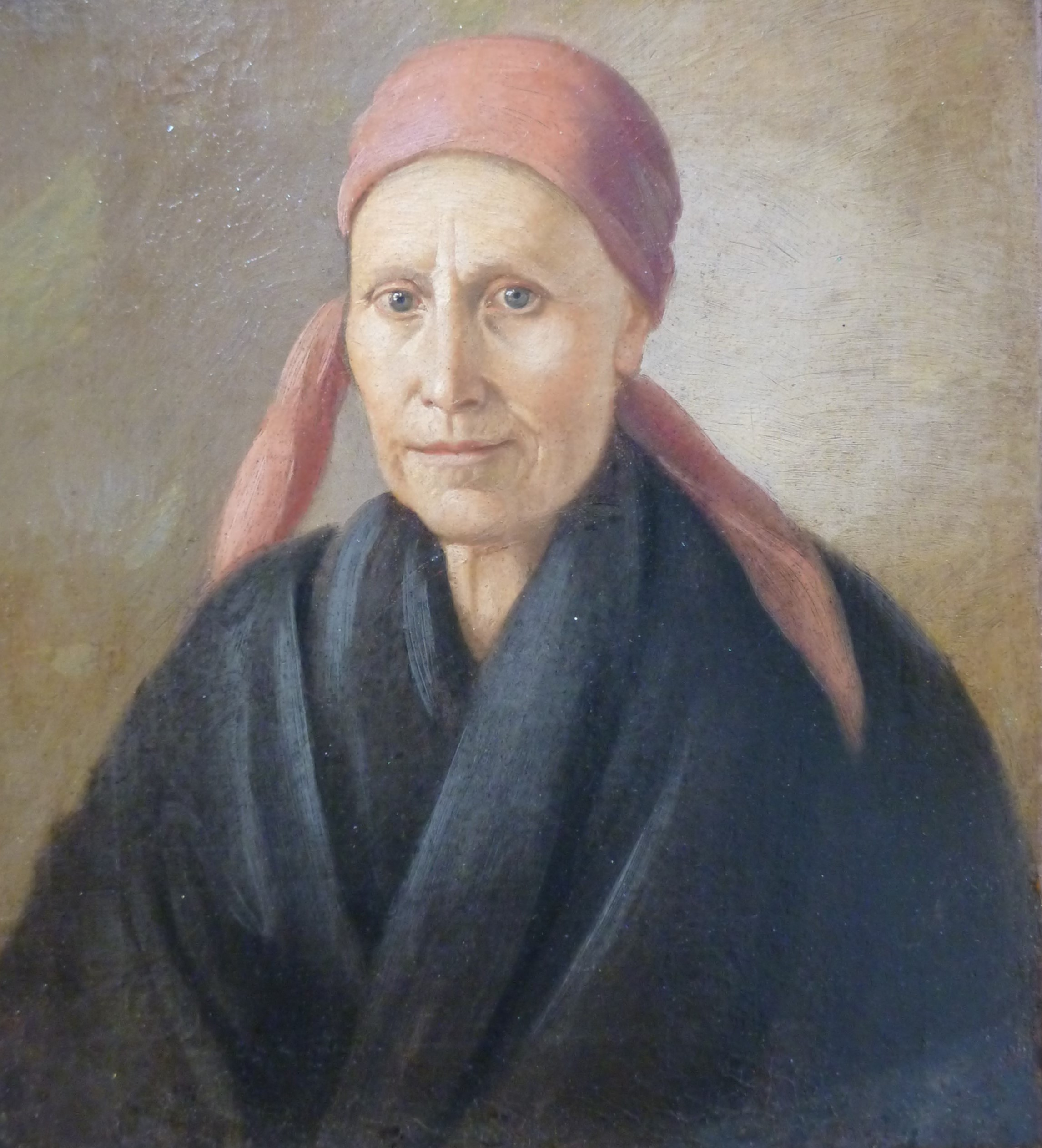
Портрет матери Корзухина, автор А. И. Корзухин, 1850-е годы

Родился в семье крепостного промывщика золота. Уже в 1840-е годы писал иконы для местной Преображенской церкви и портреты родных. Начиная с 1848 года, почти десять лет Корзухин работал на Нижне-Исетском железоделательном заводе и Екатеринбургском монетном дворе. Корзухин Алексей Иванович — один из лучших русских живописцев бытового жанра. В 1858 году поступил в Императорскую Академию художеств, где успешно учился в классе исторической живописи у П. В. Басина, Ф. А. Бруни, А. Т. Маркова). Во время учёбы неоднократно награждался малыми (1858, 1860) и большими (1859, 1861) серебряными медалями. В 1861 году получил от Академии малую золотую медаль за картину «Пьяный отец семейства», после чего ему предстояло конкурировать на получение большой золотой медали, что давало право на поездку за границу на счёт казны. Однако в 1863 году Корзухин  в числе четырнадцати академистов во главе с Иваном Крамским, не пожелавших работать на заданную конкурсную тему, вышел из Академии со званием классного художника 2-й степени и стал членом-учредителем Санкт-Петербургской Артели художников (1864); был её казначеем, деятельным членом которого он оставался до самого его распада в 1871 году (был её казначеем), Товарищества передвижников (1870), но в выставках Товарищества не участвовал, Общества выставок художественных произведений (1875).
В 1864—1871 годах преподавал в Рисовальной школе Общества поощрения художников.
В 1865 году за картину «Поминки на деревенском кладбище» Академия присудила ему звание художника 1-й степени, а в 1868 году за «Возвращение отца семейства с ярмарки» признала академиком. В 1870 году за картину «Возвращение из города» получил вторую премию на конкурсе Общества поощрения художников. Трудясь неустанно, Корзухин не пропускал ни одного года без того, чтобы не представить на академических выставках свои произведения. В них, с редким даром наблюдательности и знанием народного быта, он передавал характерные типы русского простонародья, купечества, ремесленников и среднего сословия, соединяя их в сцены, полные правды и жизни. Из этих произведений особенно удачными могут считаться: «Разлука» (1872; находится в ГТГ), «Возвращение извозчика из города» (1873; ГТГ); «В монастырской гостинице» (1882; ГТГ), «Смерть И. Нарышкина; сцена из стрелецкого бунта» (1882; собственность Академии художеств), «В воскресный день» (1885), «Петрушка идёт» (1888) и некоторые другие.

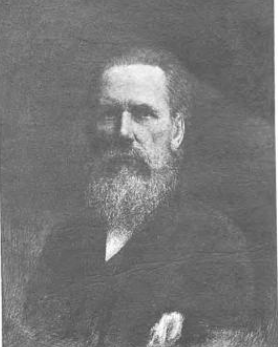
А. И. Корзухин (с офорта работы В. Матэ)

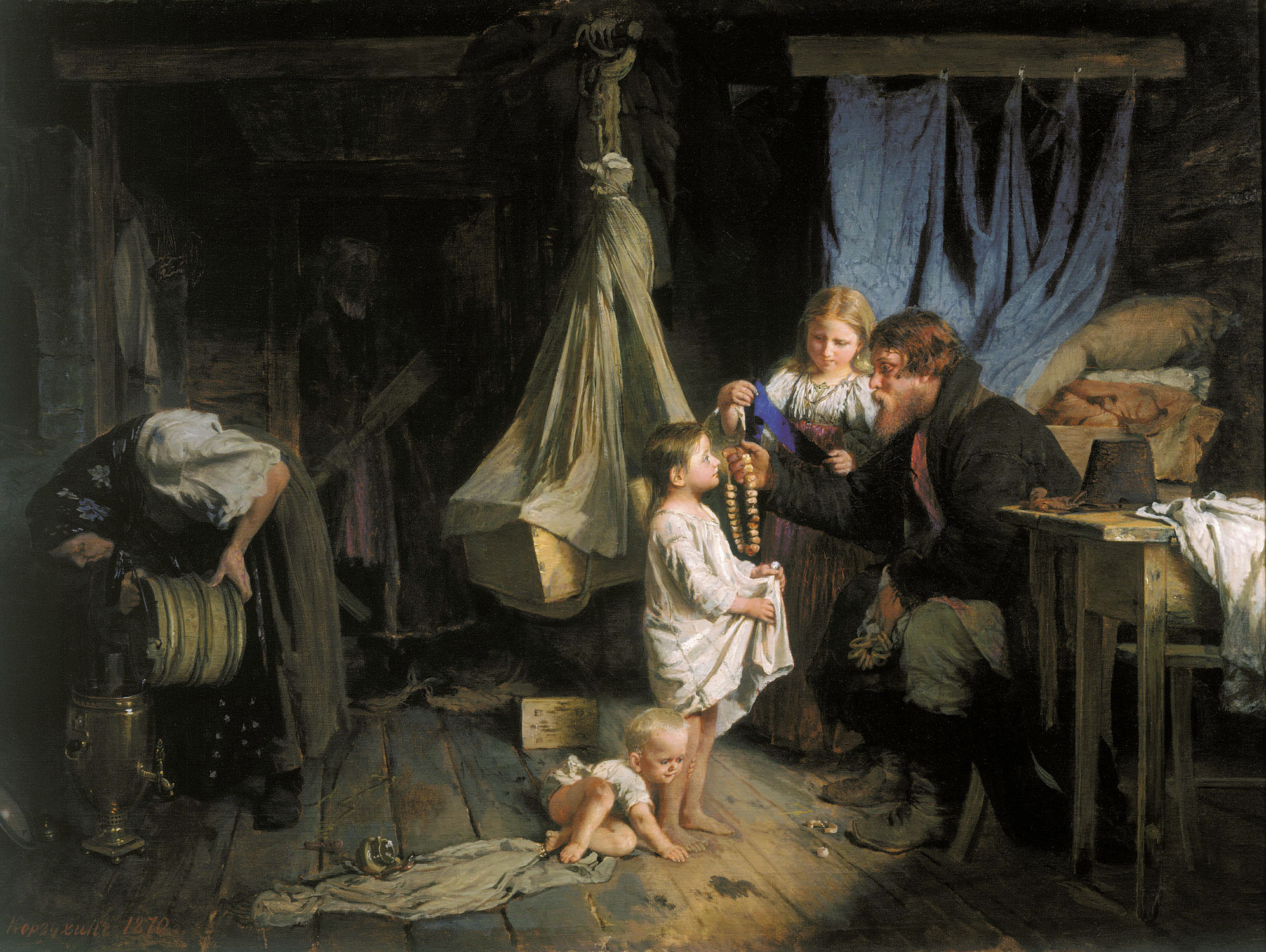
«Возвращение из города», (1870) — Государственная Третьяковская галерея

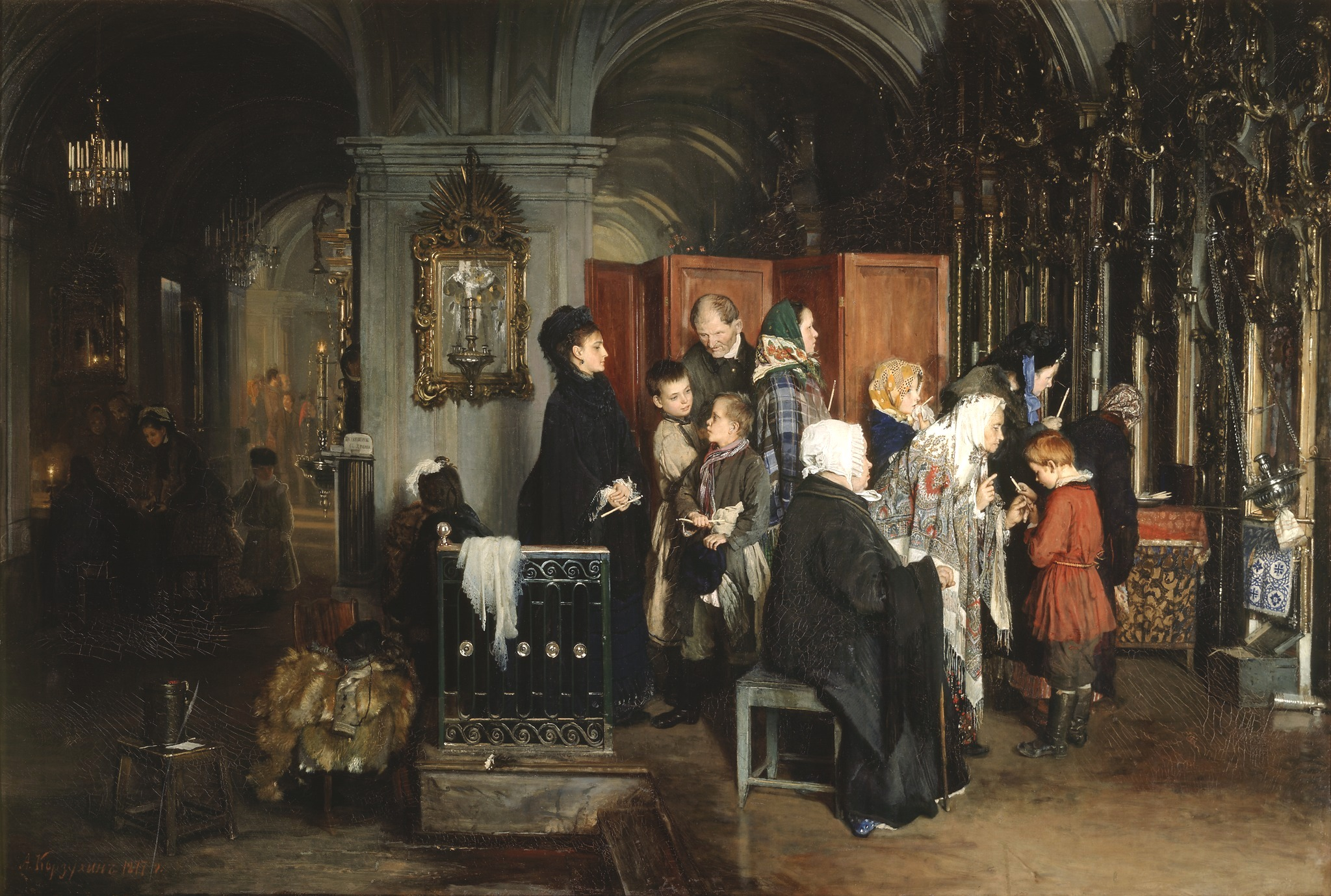
«Перед исповедью», (1877) — Государственная Третьяковская галерея

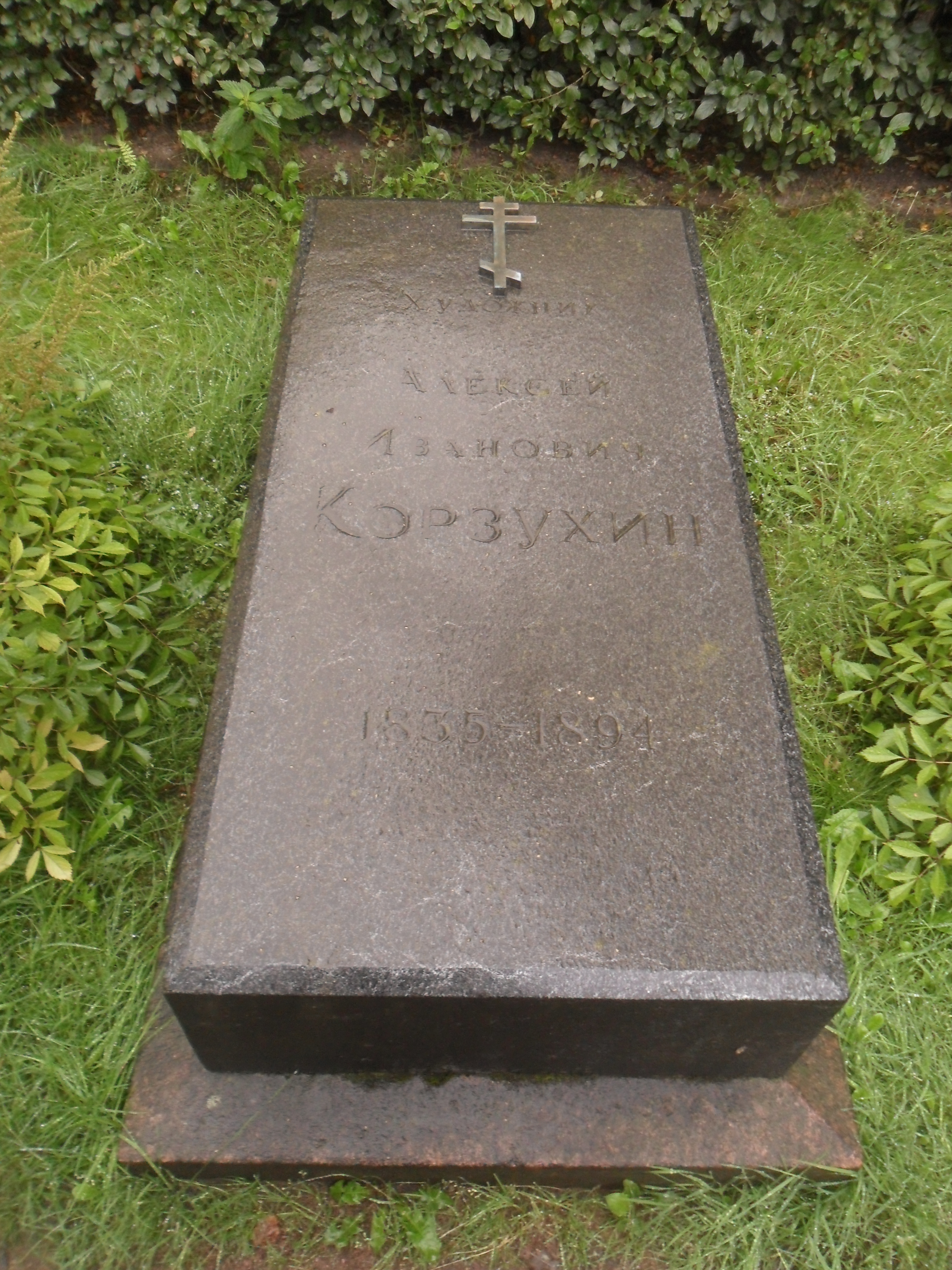
Могила Корзухина в Некрополе мастеров искусств в Санкт-Петербурге

Занимаясь преимущественно жанровой живописью, Корзухин писал также портреты и иконы. Им написаны в московском Храме Христа Спасителя, над одной из арок в главном алтаре, икона Богородицы «Слово Плоть Бысть», а по сторонам арки лики «столпов православия и борцов с ересями: Святого Афанасия Великого, Кирилла Иерусалимского, Григория Богослова и Святого Льва, папы римского» (1875—1877), стенная живопись в Вознесенском соборе города Ельца (верхний купол, паруса, настенные росписи над иконостасом, верхний ряд икон в самом иконостасе и центральный образ — «Распятие Христа»; «Божия Матерь Елецкая») и Тихоновской обители в Задонске, тринадцать образов для притвора Христорождественского кафедрального собора в Риге, росписи и иконы («Тайная вечеря», «Крещение Господне», «Святые равноапостольные Кирилл и Мефодий») для центрального иконостаса Владимирского собора в Херсонесе (1891).
Участвовал в выставках в залах ИАХ (1860—1893, с перерывами), Московского общества любителей художеств (1872), международных выставках в Лондоне (1862, 1872), Филадельфии (1876, золотая медаль), Всемирных выставках в Вене (1873), Париже (1878), Всероссийской художественно-промышленной выставке (1882) в Москве, на Сибирско-Уральской научно-промышленной выставке в Екатеринбурге (1887).
Имел награды: орден Святой Анны 3-й степени (1883), орден Святого Станислава 3-й степени (1883).
Алексей Корзухин был похоронен на Никольском кладбище Александро-Невской лавры. В 1940 году его прах был перезахоронен на Тихвинское кладбище той же лавры с установкой нового памятника.

## Семья
- супруга — Амалия Андреевна Корзухина (урожденная Гиршинг)
- сын — Иван Алексеевич Корзухин (1871 - 1931), горный инженер, преподавал в Петербургском горном институте, был чиновником особых поручений при Министерстве финансов, работал в правительстве Колчака, в нач. 1920-х гг эмигрировал в Мексику.
- сын — архитектор Фёдор Алексеевич Корзухин (1875—1941/1942).
- внучка — Татьяна Федоровна Корзухина
  - внучка — археолог Гали Фёдоровна Корзухина.
  - внучка — Ксения Федоровна Корзухина (первая жена Дмитрия Дмитриевича Иваненко, известного советского физика)
    - правнук — Николай (от Николая Николаевича Воронина).
    - праправнук — художник, иконописец Павел Леонидович Корзухин

## Память
- В 2005 году екатеринбургской Детской художественной школе № 3 было присвоено имя известного русского художника-передвижника XIX века Алексея Ивановича Корзухина[12].

## Галерея

### Жанровая живопись

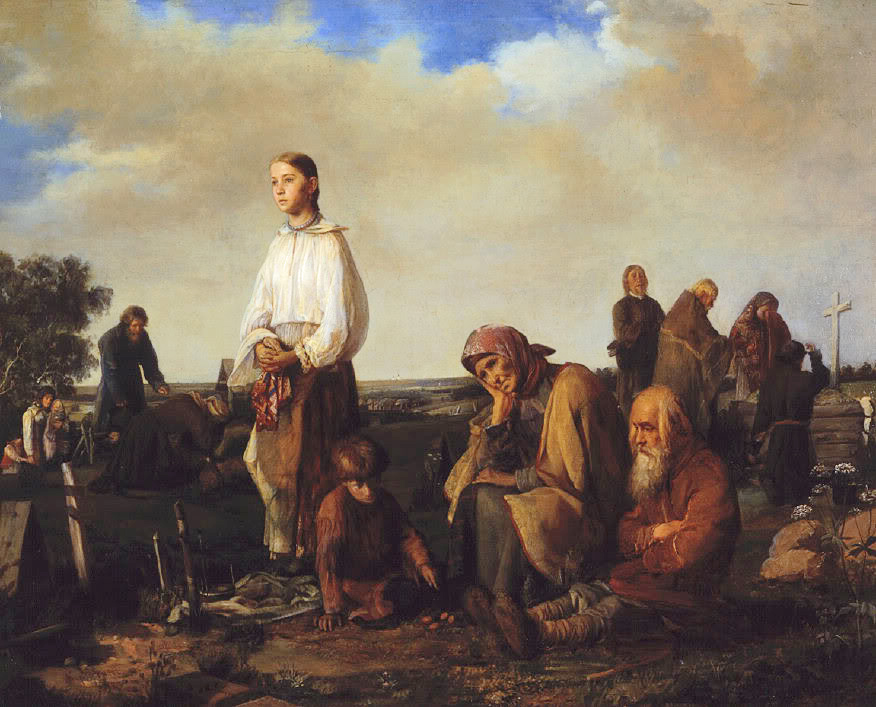
«Поминки на деревенском кладбище», (1865) — Государственный Русский музей
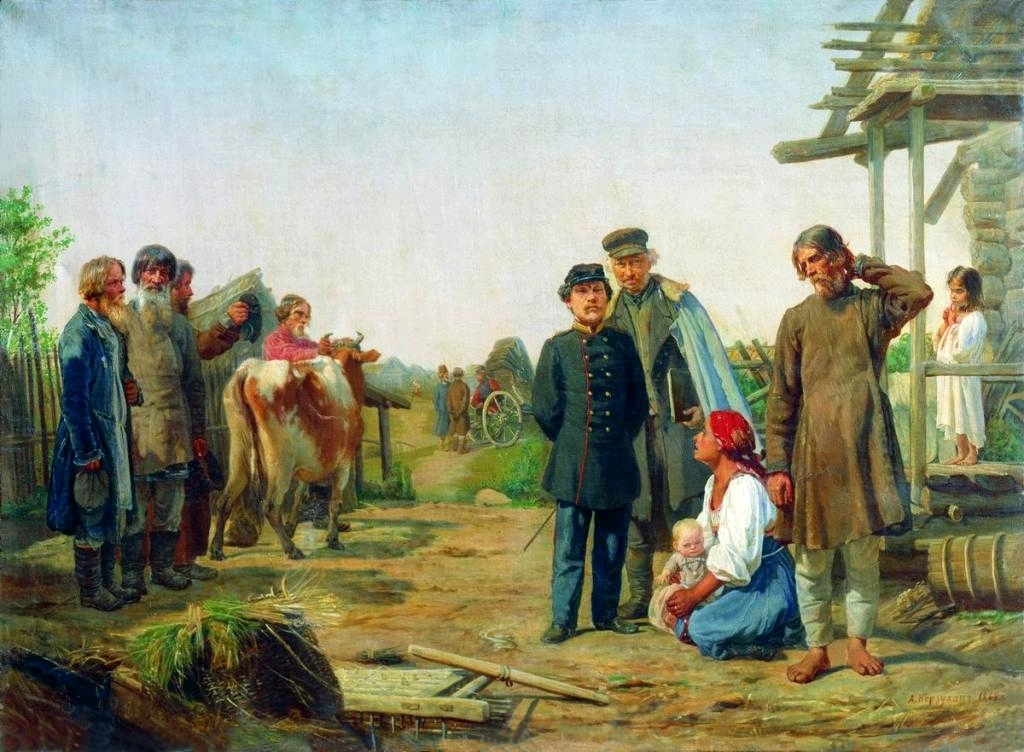
«Сбор недоимок», (1868) — Государственный музей истории религии
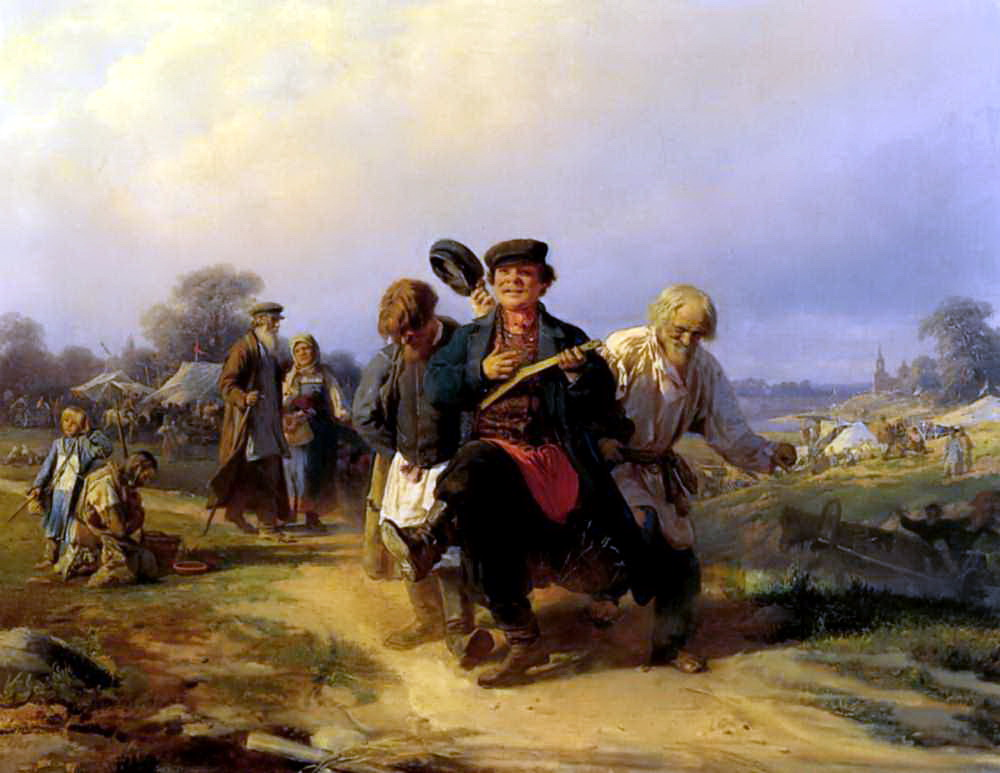
«Возвращение отца семейства с ярмарки», (1868) — Государственная Третьяковская галерея
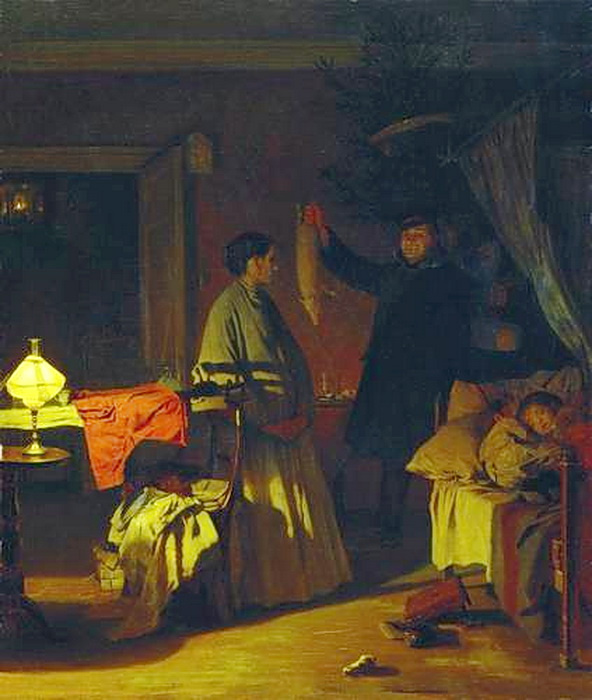
«Канун Рождества», (1869) — Государственный Русский музей
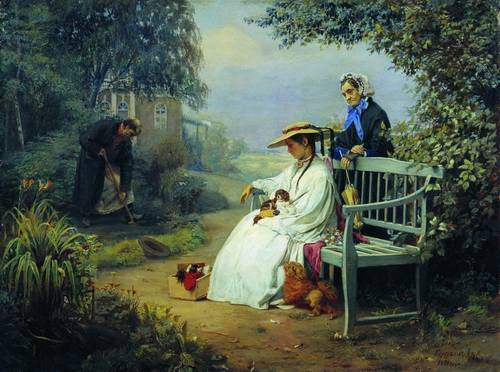
«Похороны собаки», (1871) — Витебский художественный музей
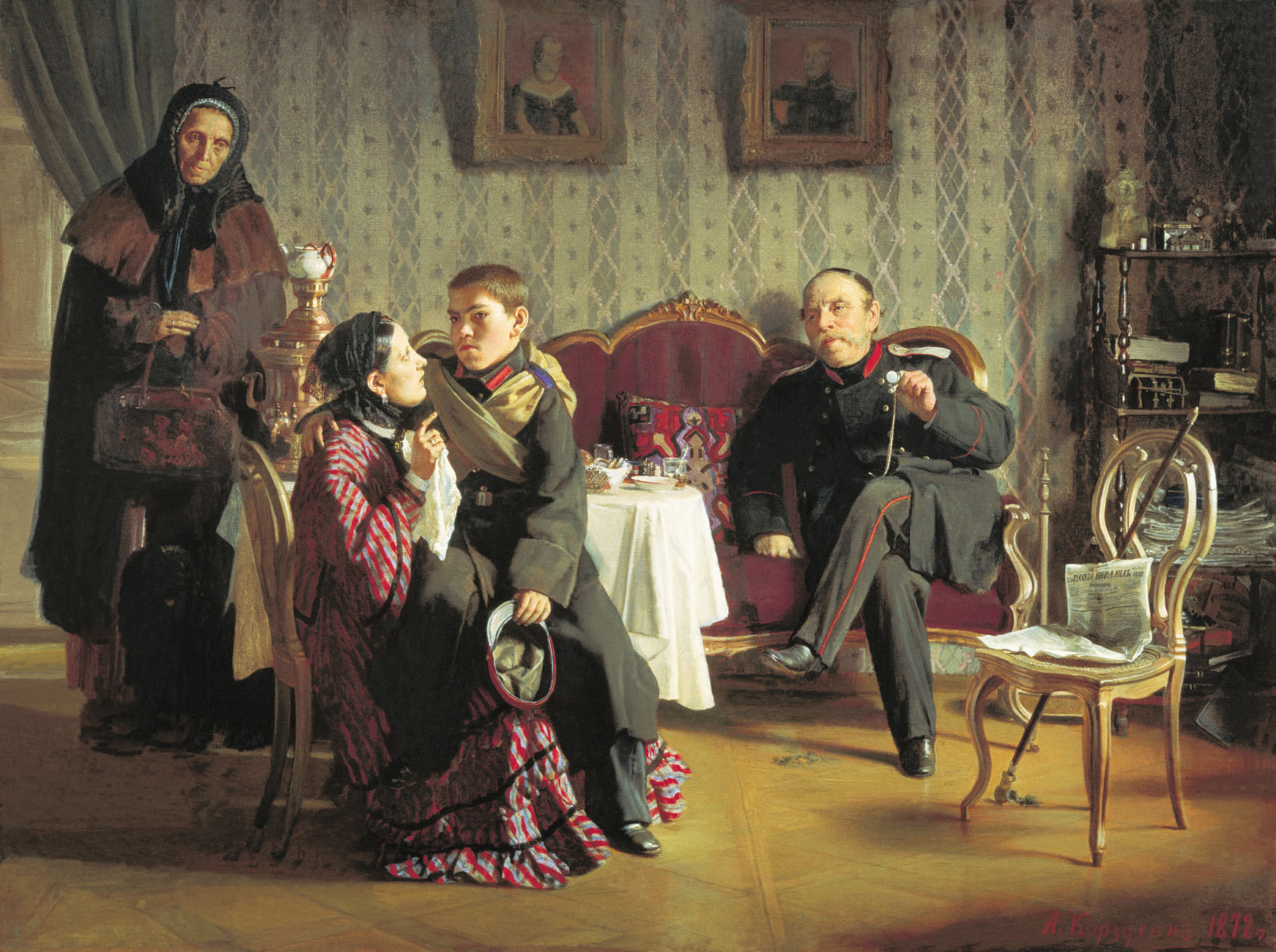
«Разлука», (1872) — Государственная Третьяковская галерея
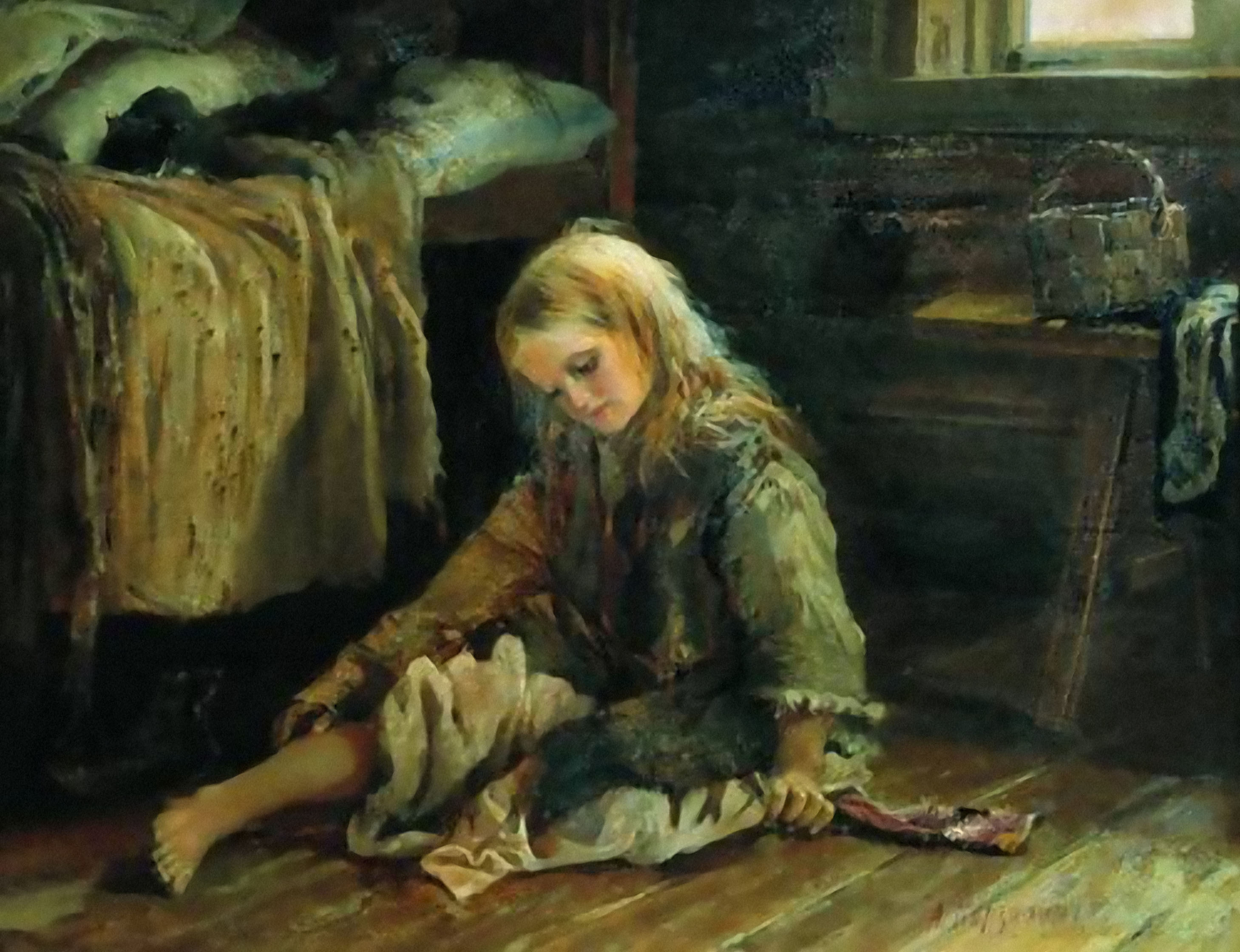
«Девочка», (1877) — Рыбинский государственный историко-архитектурный и художественный музей-заповедник
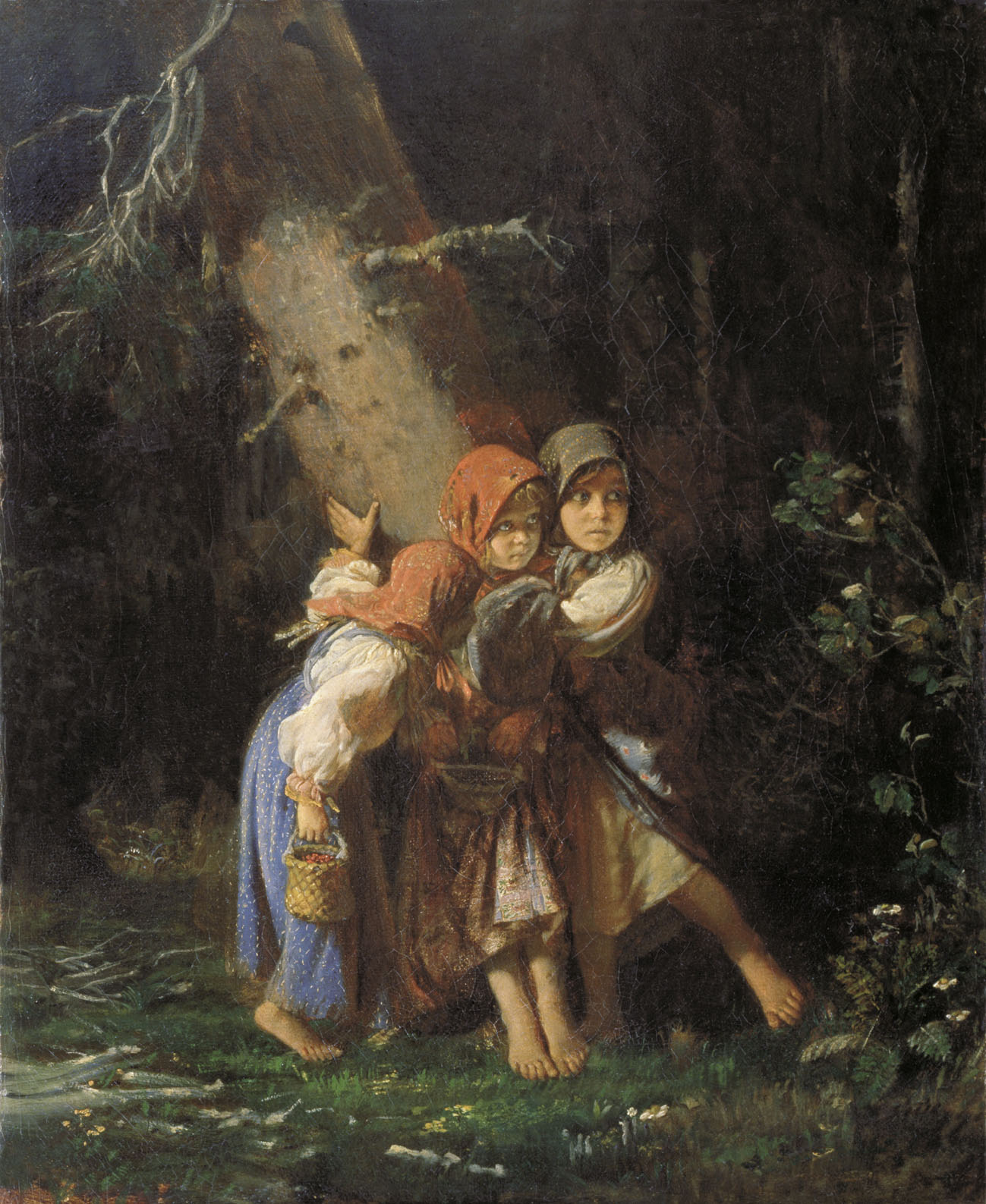
«Крестьянские девочки в лесу», (1878) — Пермская государственная художественная галерея
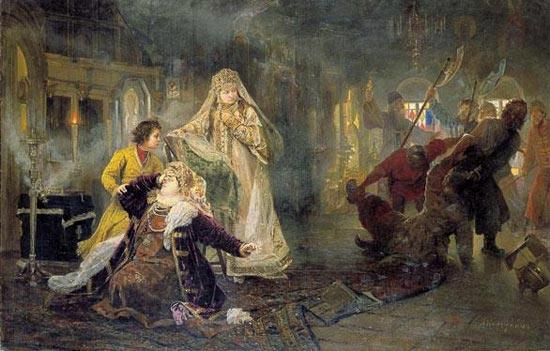
«Сцена из истории Стрелецкого бунта. Иван Нарышкин попадает в руки мятежников», (1882) — частное собрание
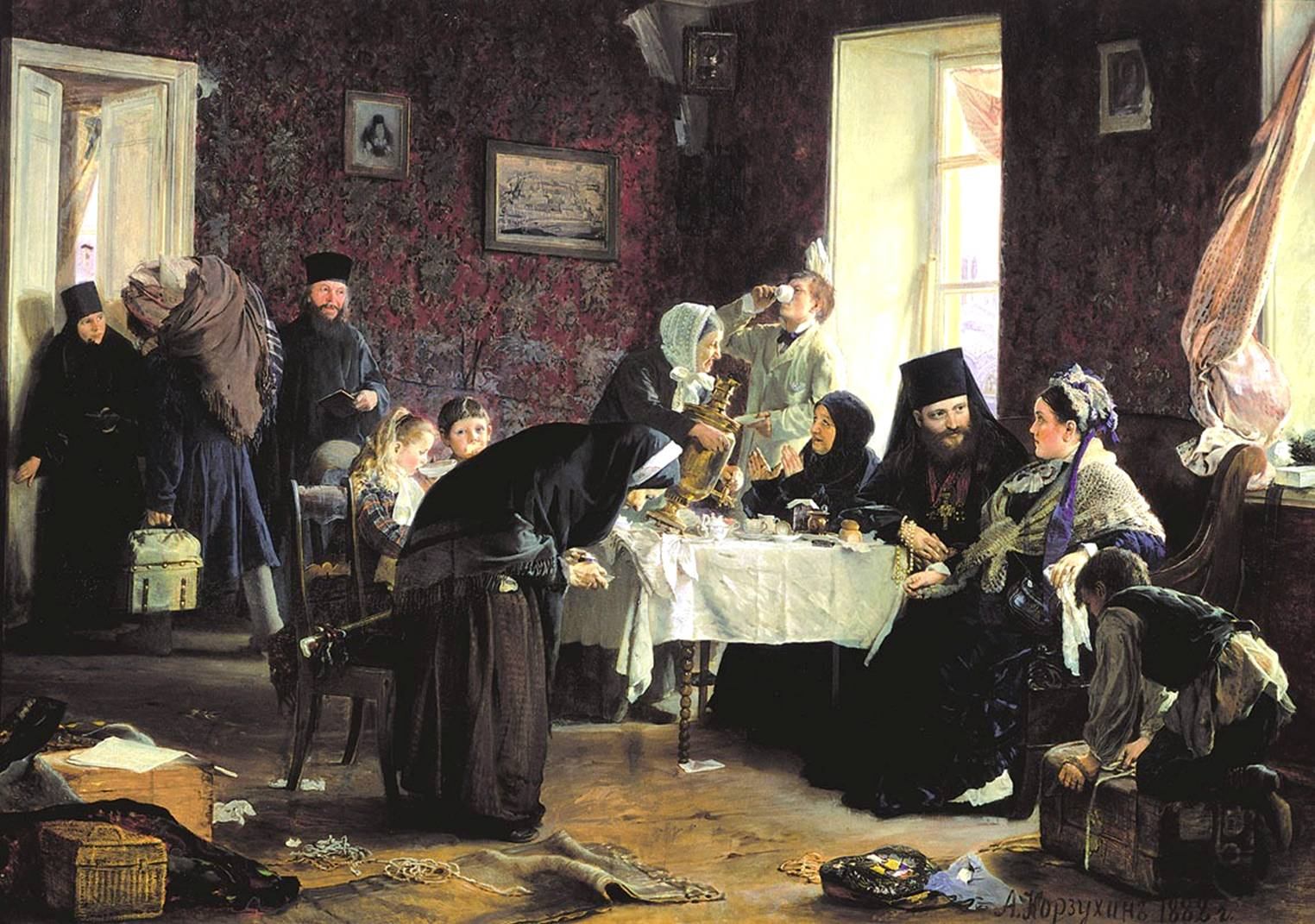
«В монастырской гостинице», (1882) — Государственная Третьяковская галерея
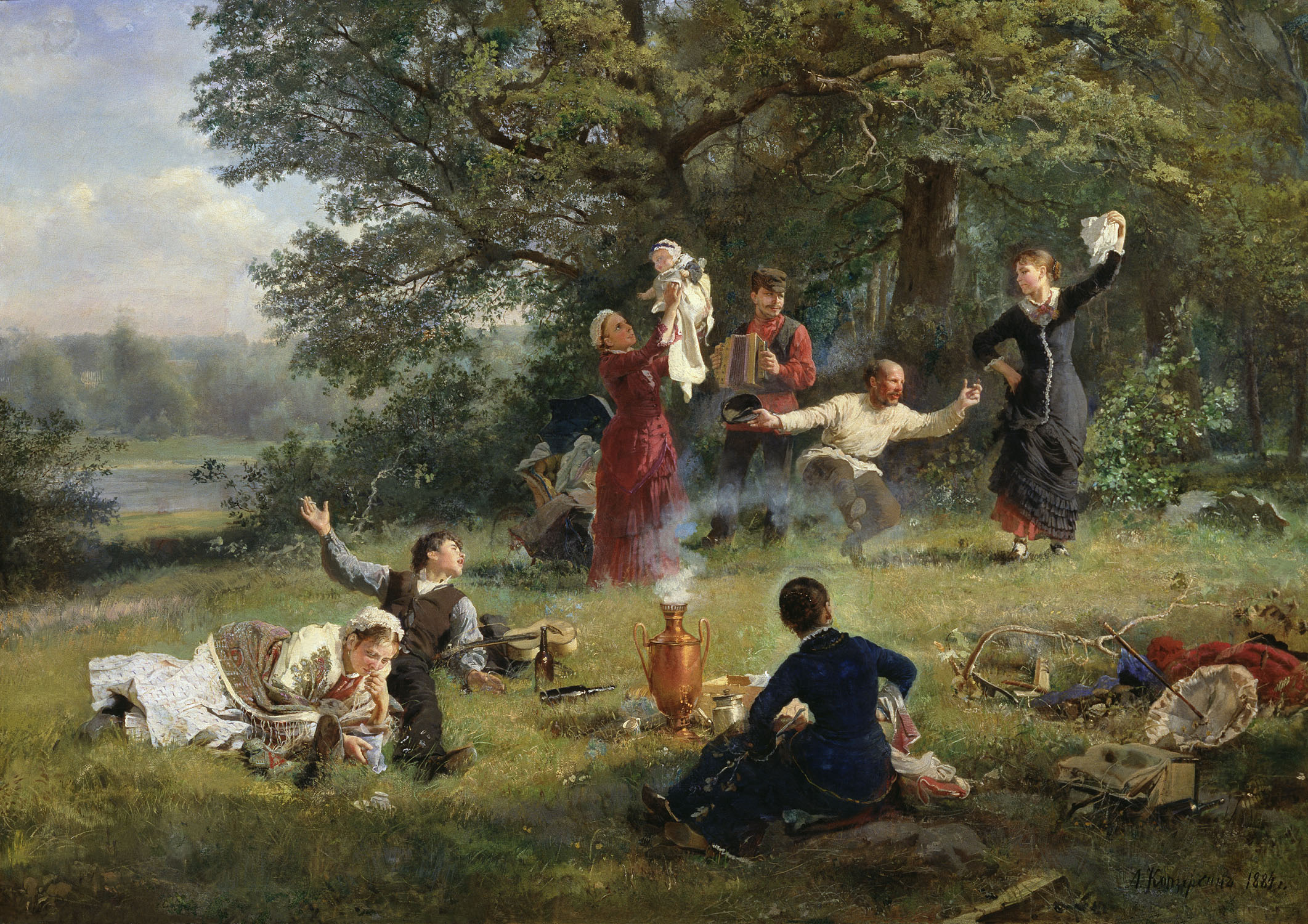
«Воскресный день», (1884) — Харьковский художественный музей
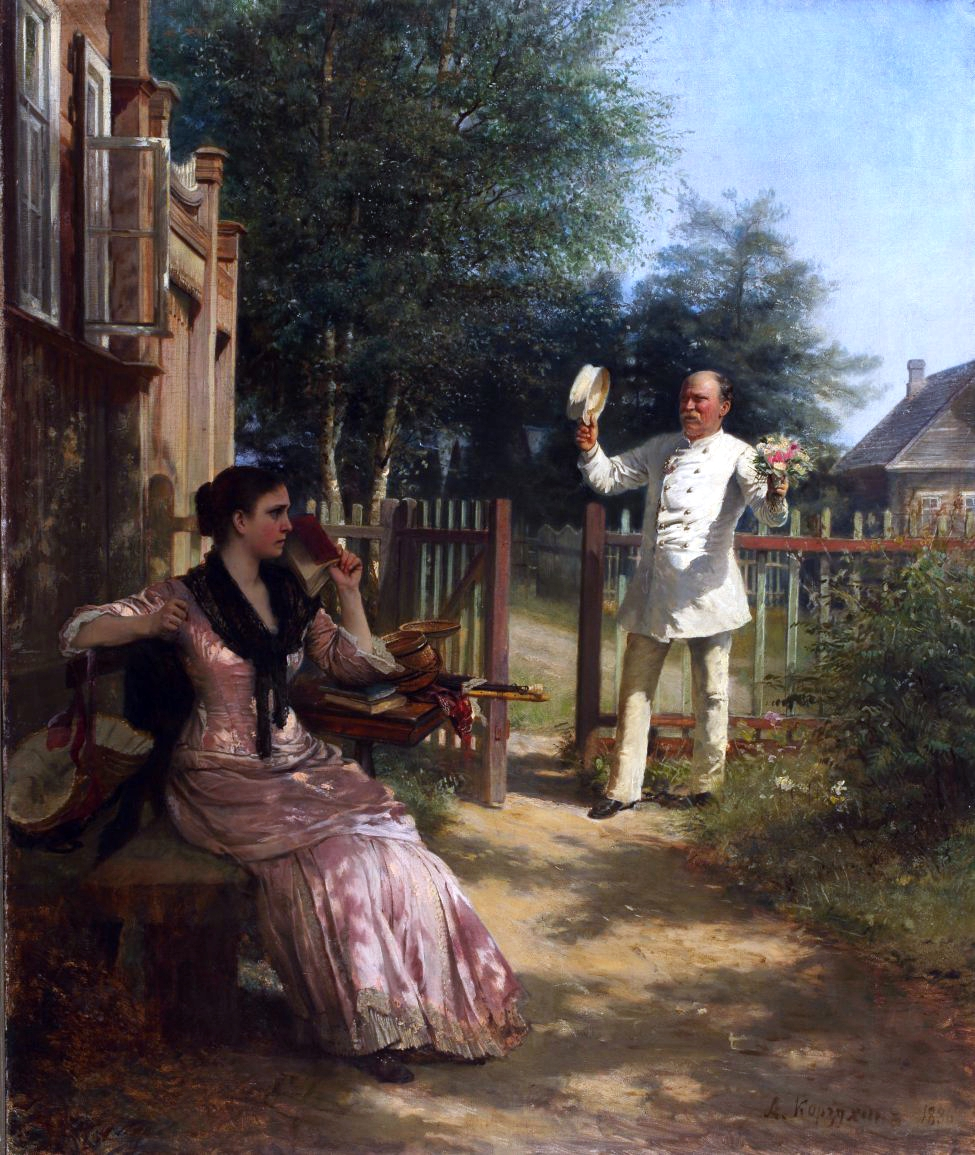
«Надоел», (1886) — Пермская государственная художественная галерея
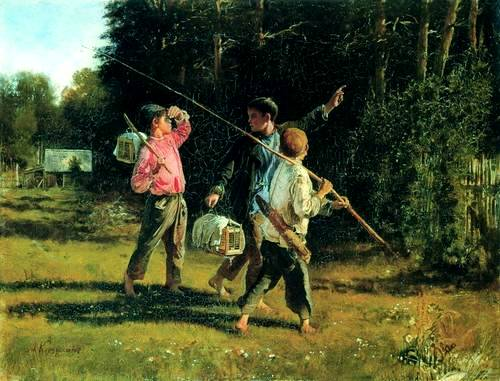
«Птичьи враги», (1887) — Государственный Русский музей
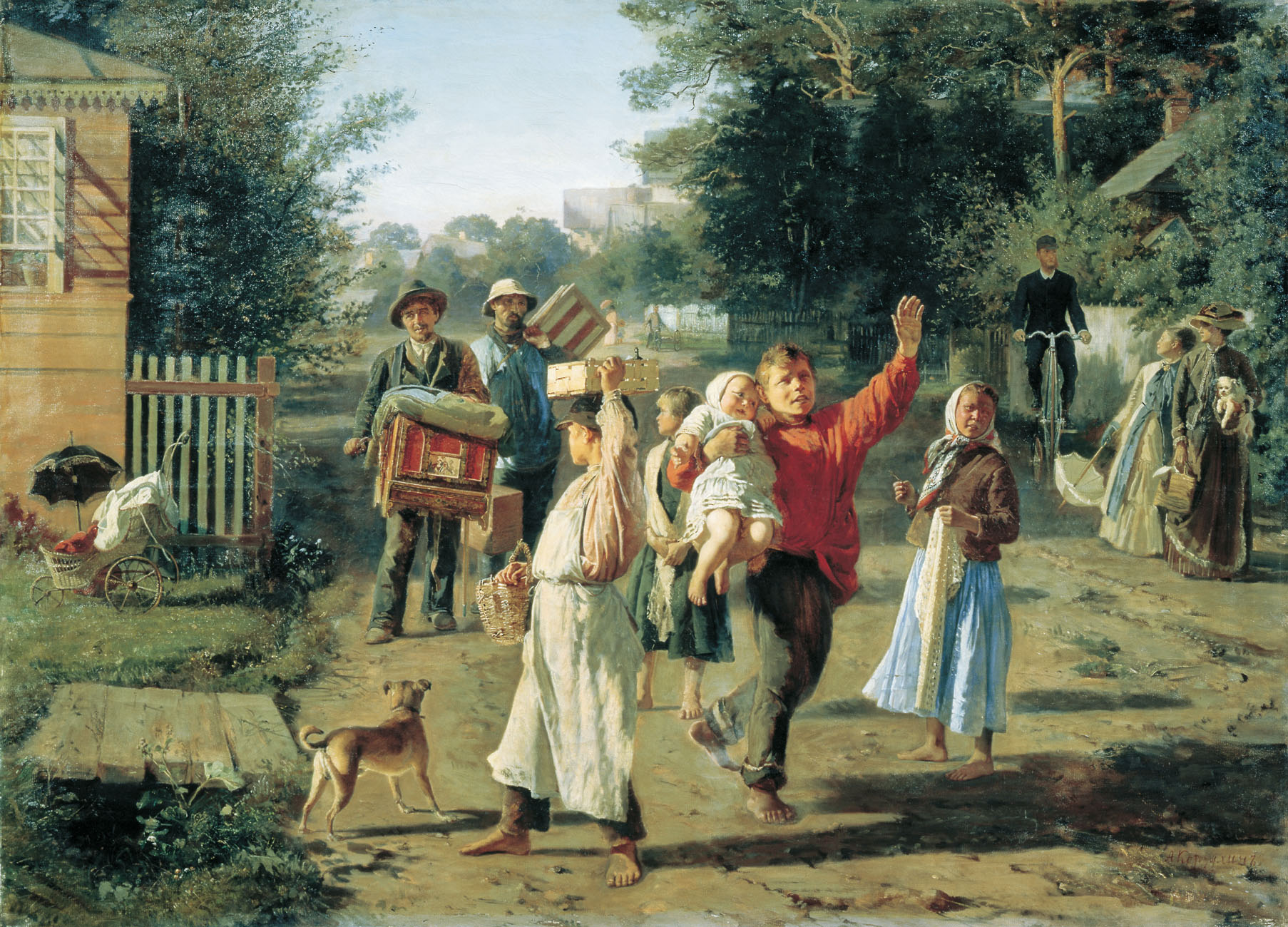
«Петрушка идёт!», (1888) — Саратовский государственный художественный музей им. А. Н. Радищева
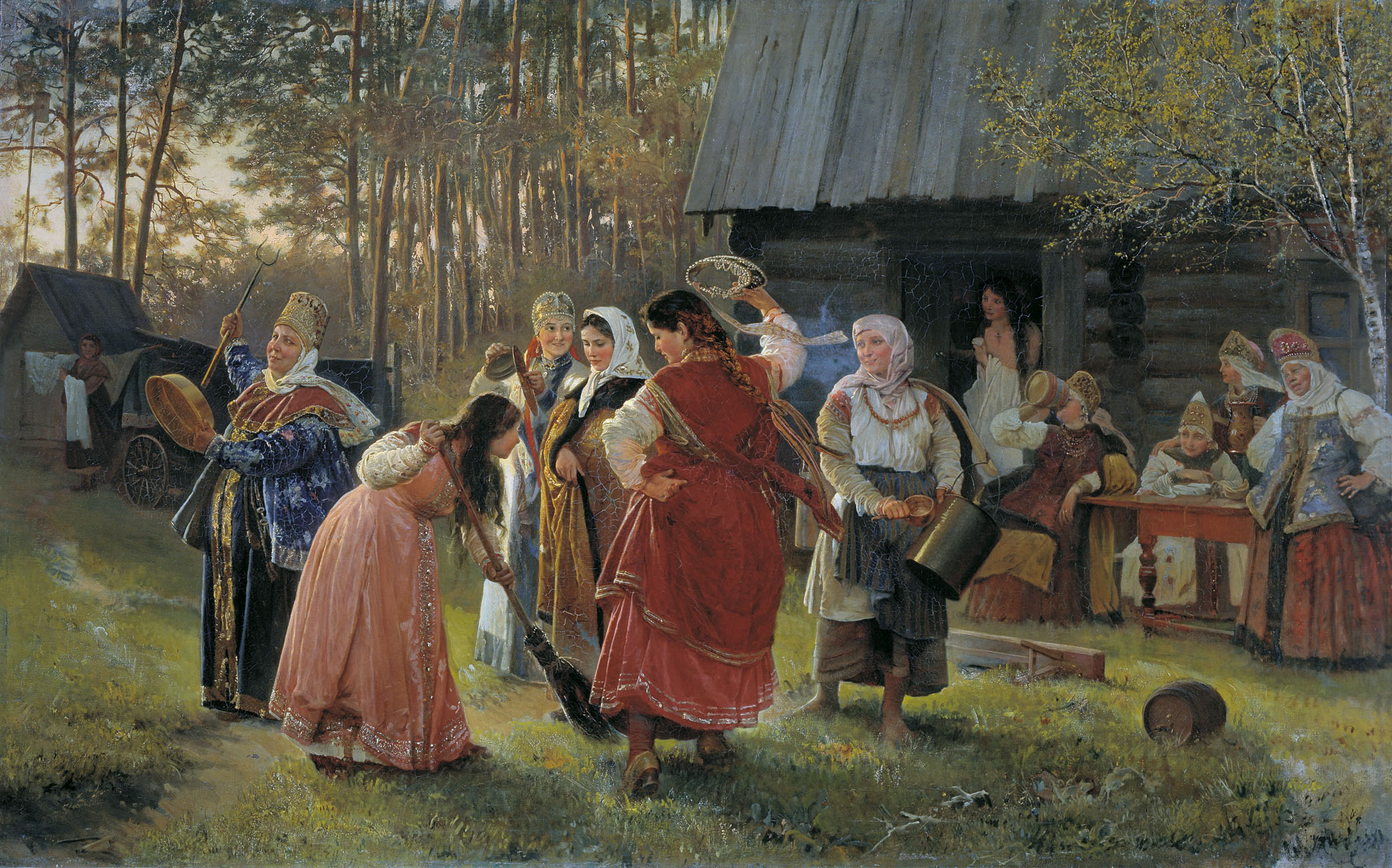
«Девичник», (1889) — Государственный Русский музей
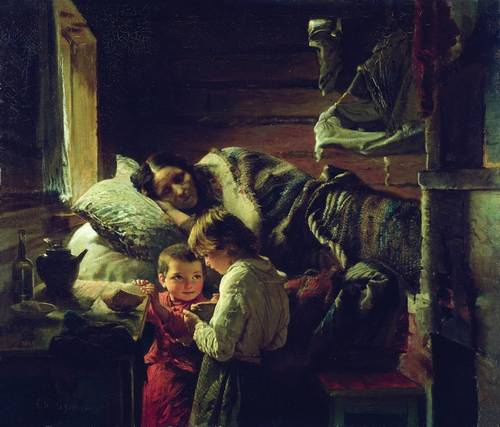
«У краюшки хлеба», (1890) — Государственный Русский музей
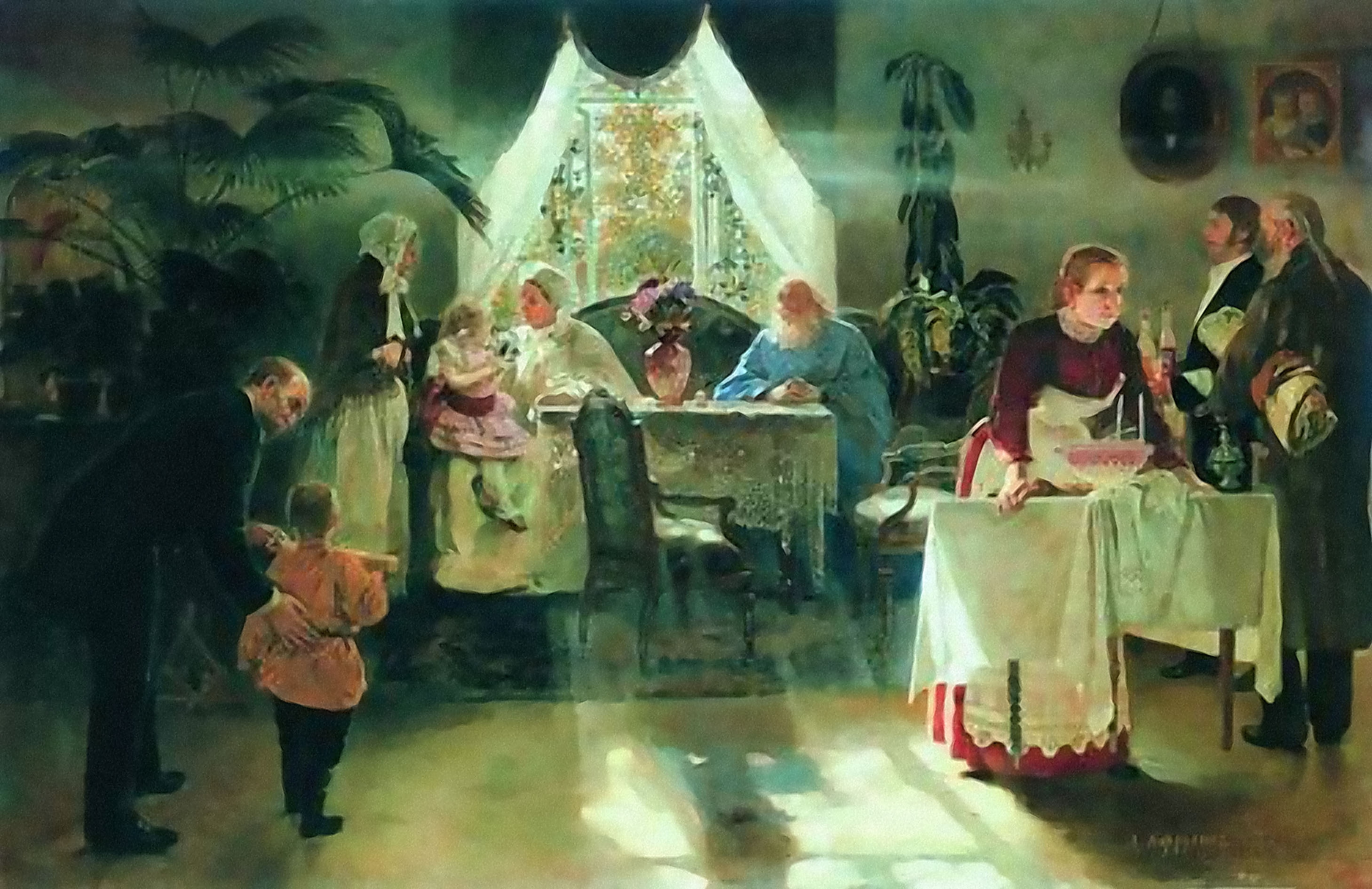
«Бабушкин праздник», (1893) — Государственный Русский музей
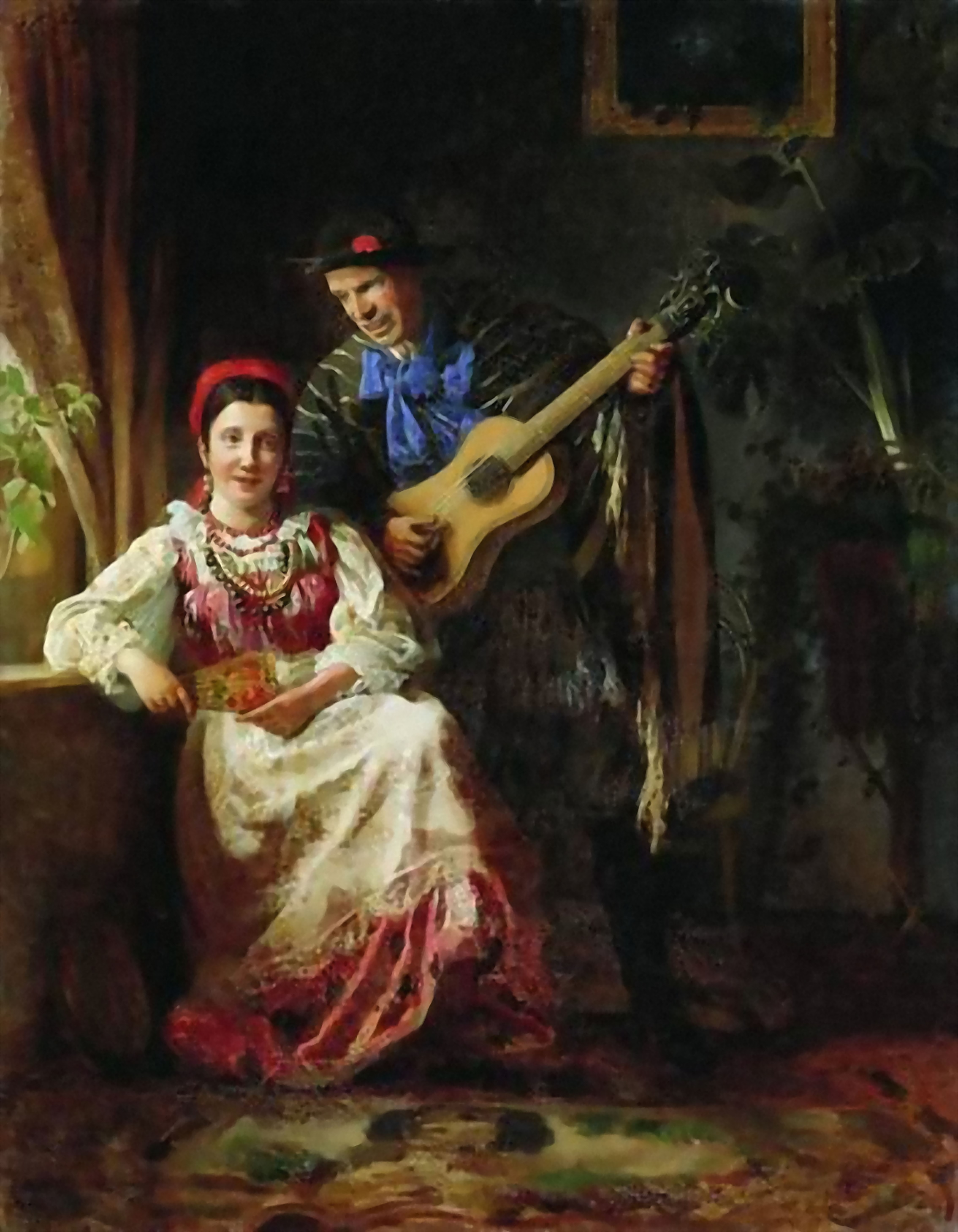
«Шутка», (ранее 1894) — Государственный музей Грузии
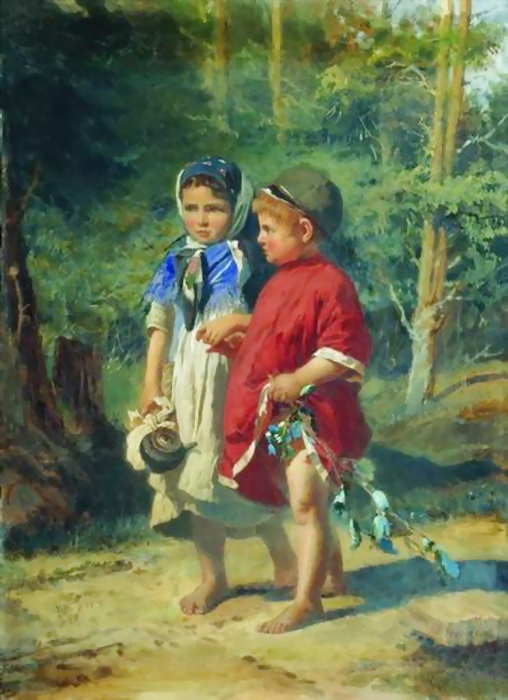
«Крестьянские дети», (ранее 1894) — Козьмодемьянский художественно-исторический музей им. А. В. Григорьева
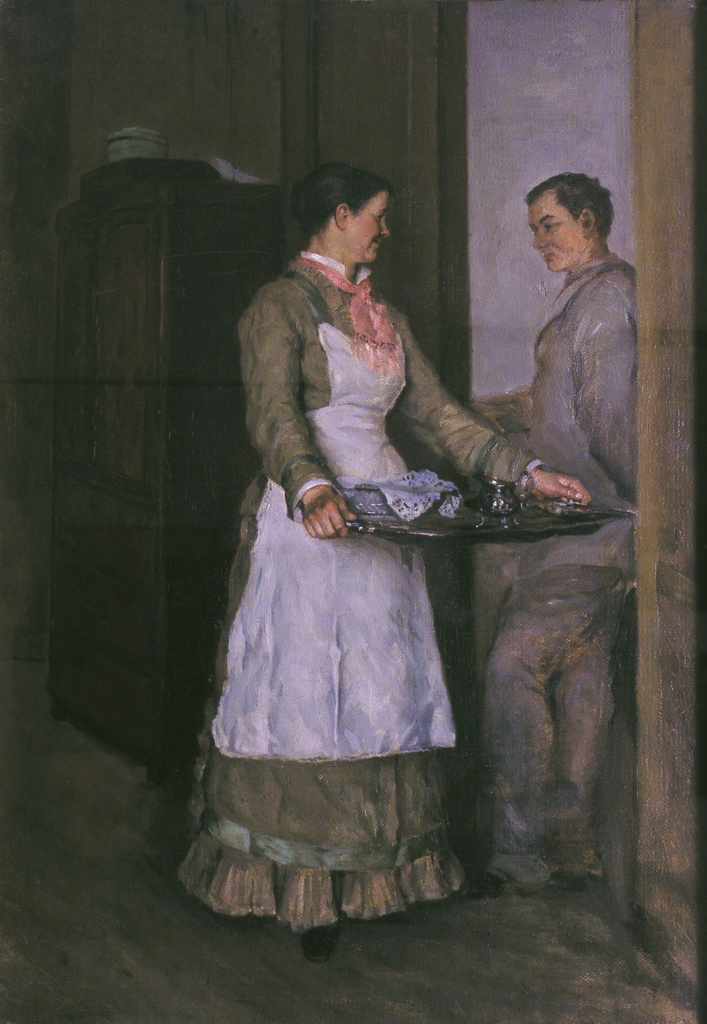
«В комнатах», (ранее 1894) — Удмуртский республиканский музей изобразительных искусств
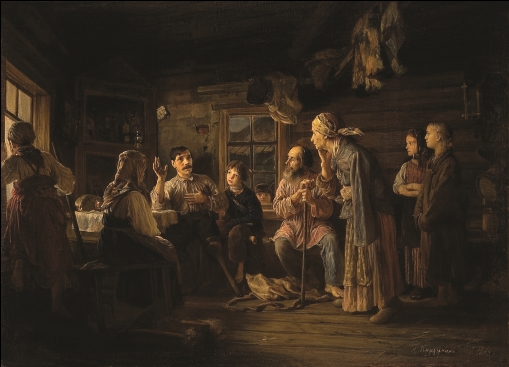
«Возвращение с войны», 1865 — Национальный музей искусств Азербайджана, Баку

### Портреты

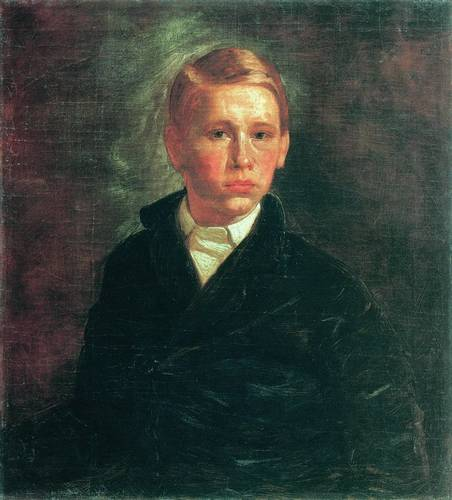
Автопортрет, (1850) — Государственный Русский музей
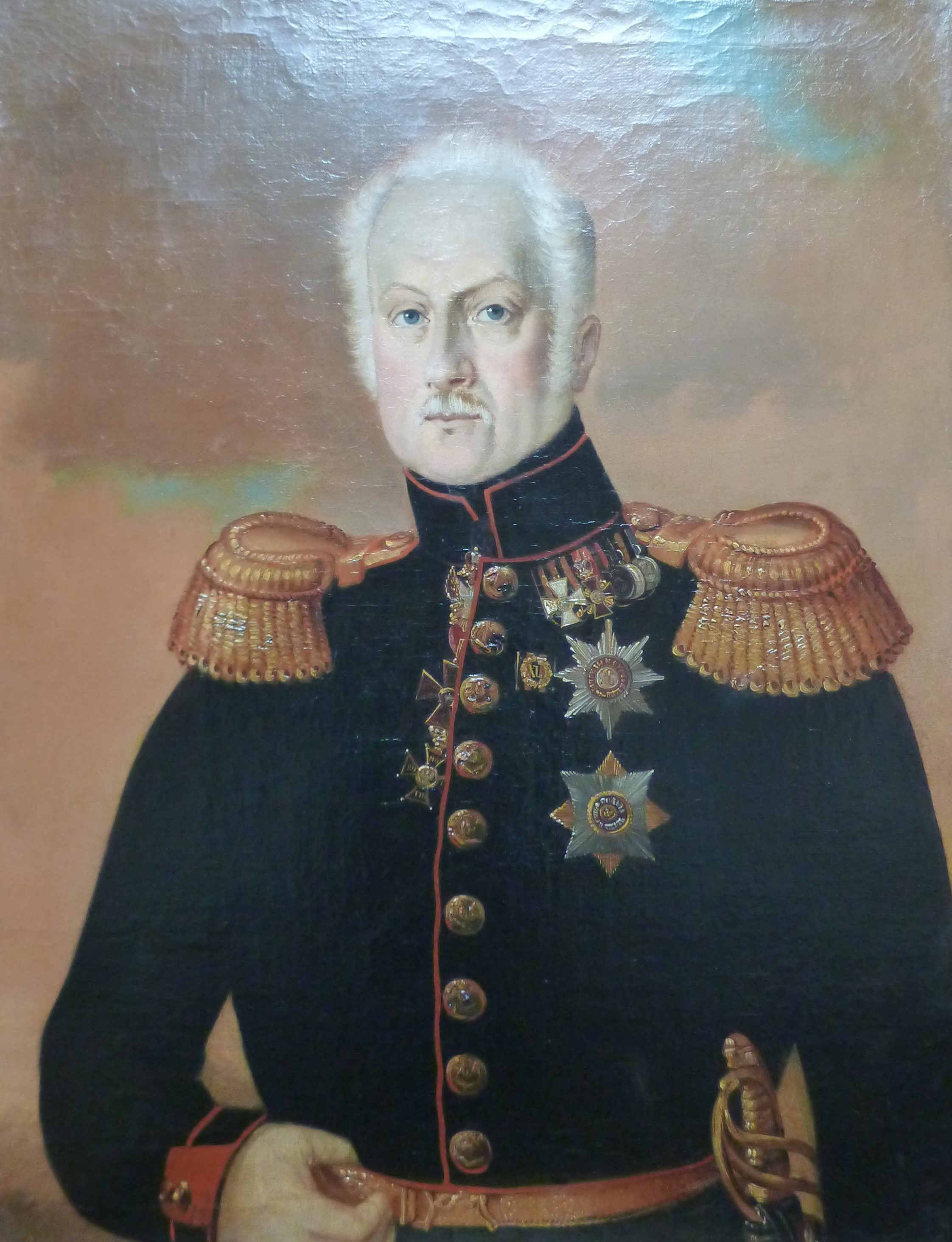
Портрет генерала В. А. Глинки, (1854–1855) — Екатеринбургский музей изобразительных искусств
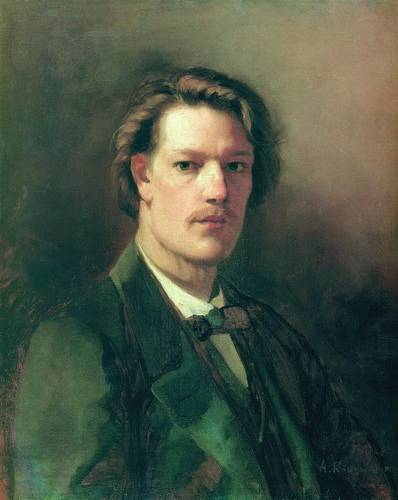
Портрет художника М. И. Пескова, (1863) — Государственный Русский музей
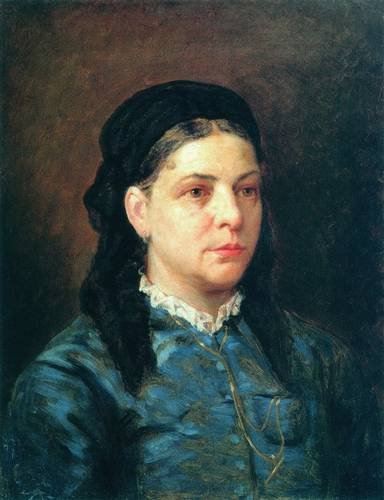
Портрет Г. Ф. Васильковой, (ранее 1894) — Государственный Русский музей
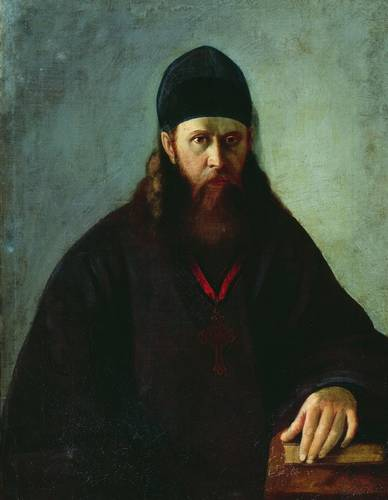
Портрет священника П. В. Удинцева, (ранее 1894) — Нижнетагильский художественный музей изобразительных искусств
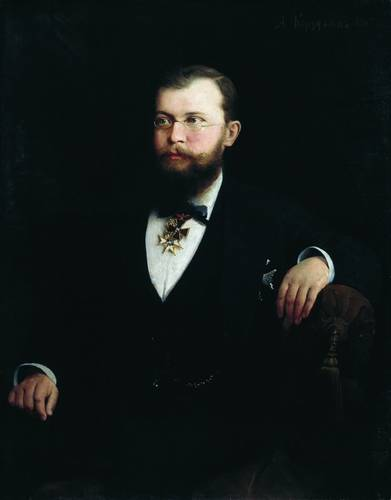
Портрет золотопромышленника и исследователя А. М. Сибирякова, (ранее 1894) — Иркутский областной художественный музей им. В. П. Сукачева
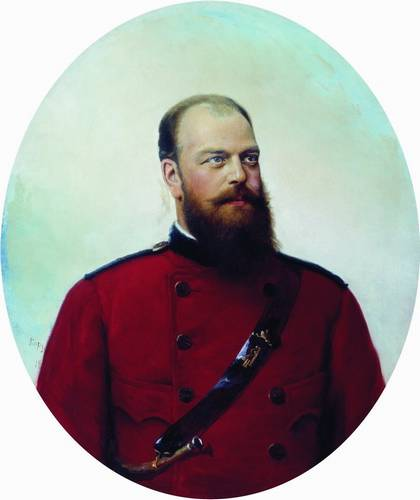
Портрет Александра III, (ранее 1894) — Владимиро-Суздальский историко-художественный и архитектурный музей-заповедник
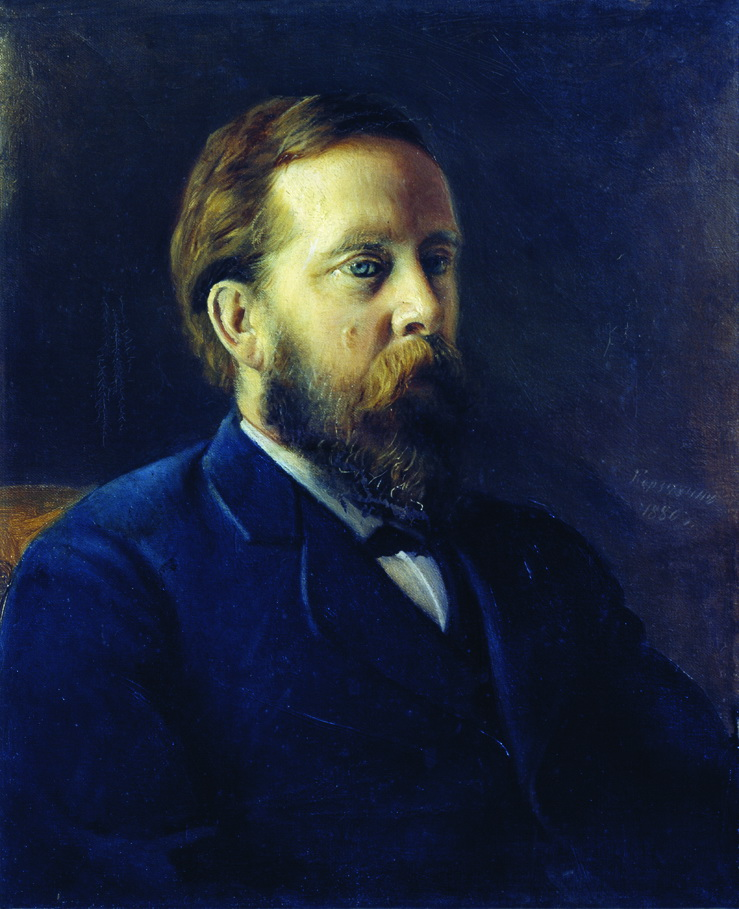
Портрет А. В. Вышеславцева, (1880) — Тамбовская областная картинная галерея
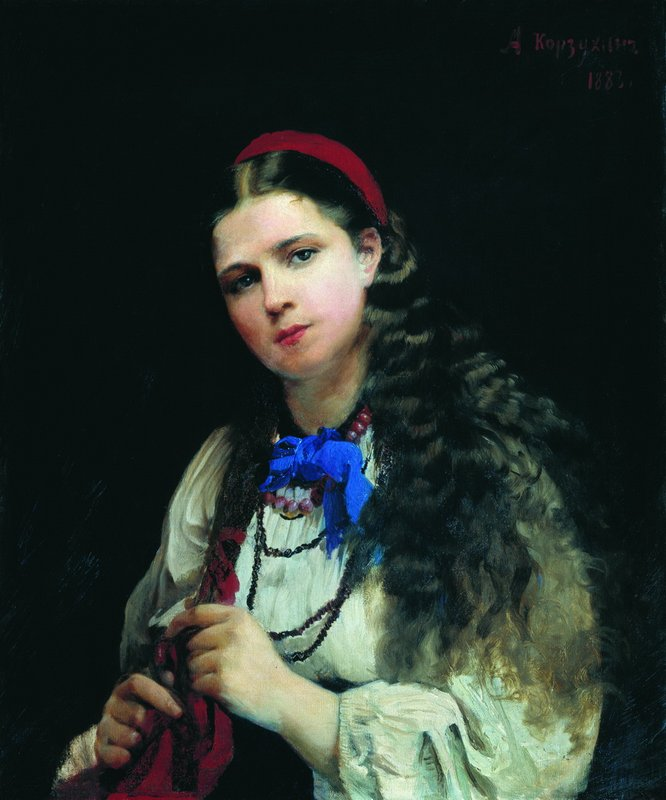
«Девушка, заплетающая косу», (1883) — Усадебный дом Е. К. Плотниковой, Архангельск
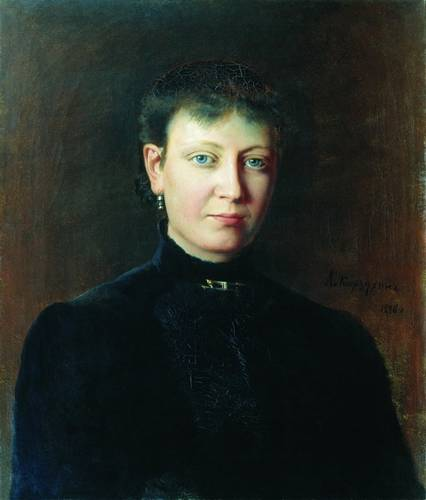
Женский портрет, (1886) — Ростовский областной музей изобразительных искусств
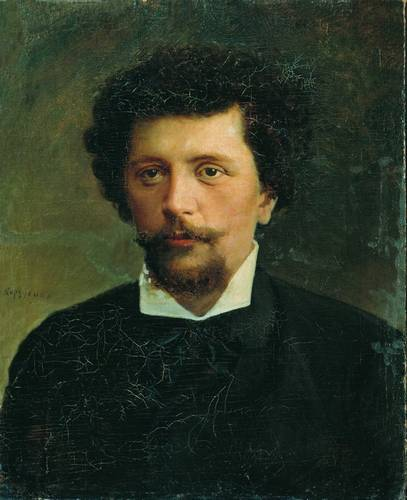
Портрет Р. Г. Судковского, (ранее 1894) — Николаевский художественный музей имени В. В. Верещагина
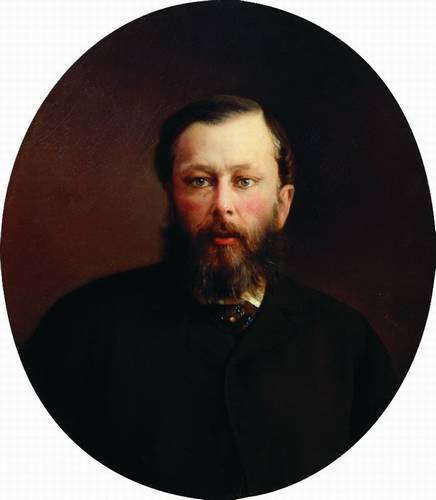
Портрет неизвестного, (1866) — Владимиро-Суздальский историко-художественный и архитектурный музей-заповедник
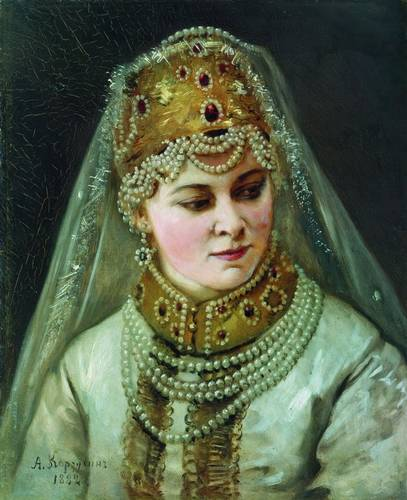
«Боярышня», (1882) — Тюменский музей изобразительных искусств
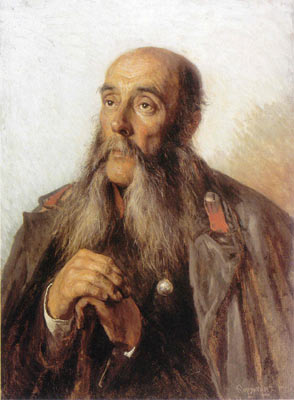
Портрет отставного солдата, (1883) — Государственный Русский музей
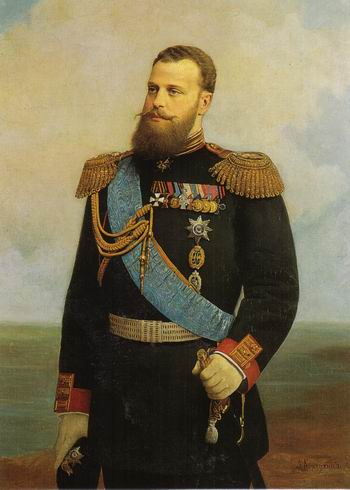
Портрет великого князя Алексея Александровича, (1889) — Государственный исторический музей

### Религиозная живопись

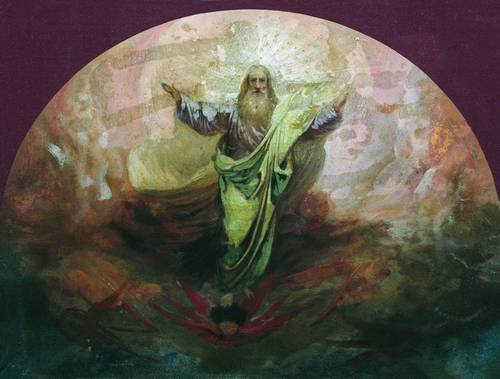
«Бог Саваоф». Эскиз росписи собора в городе Ельце, (ранее 1894) — Ставропольский краевой музей изобразительных искусств.